# Silvio Marzolini
Silvio Marzolini (Buenos Aires, 4 oktober 1940 - 17 juli 2020) was een Argentijns voetballer. 
Hij begon zijn carrière bij Ferro Carril Oeste in 1959 en maakte in 1960 de overstap naar Boca Juniors, waar hij de rest van zijn carrière speelde. Hij won vijf titels met Boca. Als international nam hij deel aan het WK 1962 en WK 1966.